# 艾塔奇·苏卢
艾塔奇·苏卢（土耳其語：Aytaç Sulu，1985年12月11日—）是一位土耳其裔德国足球运动员，自2013年起效力于达姆施塔特足球俱乐部。